# Hohenberg (berg i Österrike, Steiermark)
Hohenberg är ett berg i Österrike.   Det ligger i distriktet Graz-Umgebung och förbundslandet Steiermark, i den östra delen av landet, 130 km sydväst om huvudstaden Wien. Toppen på Hohenberg är 1 021 meter över havet.
Terrängen runt Hohenberg är huvudsakligen kuperad, men åt sydost är den platt. Runt Hohenberg är det ganska tätbefolkat, med 230 invånare per kvadratkilometer.. Närmaste större samhälle är Graz, 11,1 km söder om Hohenberg. 
I omgivningarna runt Hohenberg växer i huvudsak blandskog.